# Боромотрайлоканат
Боромотрайлоканат, також відомий як Трайлок (* 1431 — † 1488), — тайський правитель, монарх королівства Аютхая з 1448 по 1488. Залишився в історії через свою велику реформу бюрократії й успішну кампанію проти сусідньої держави Ланна. Шанується як один з найбільших середньовічних правителів Таїланду.

## Біографія
Був сином короля Бороммарачитирата, його мати була родом з королівства Сукхотай. У 1438 році став упараджей (віце-королем наслідного принца). У тому ж році помер його двоюрідний брат по материнській лінії, внаслідок чого права на престол Сукхотай перейшли до нього, але Боромотрайлоканат був ще надто молодий, щоб зійти на трон. По досягненні повноліття його батько відправив його в Питсанулок, щоб прийняти царювання над Сукхотаи. У 1448, коли помер його батько, Боромотрайлоканат був коронований як правитель Аютаї, встановивши, таким чином, особисту унію Аютаи і Сукхотаи.

### Реформа бюрократії
Боромотрайлоканат провів велику реформу сіамської бюрократії: зокрема, він відокремив цивільних чиновників від військових, створив ієрархію дворянства, ввів в 1454 систему титулів, які діяли до XIX століття, а також став у 1458 засновником політичної системи Мандала, одночасно перервавши традицію, за якою королівські принци управляли містами. 
Згідно з цією реформою кожному громадядину держави присвоювався номер, що відповідав кількості землі, якою він володів. Від цього походить назва закону "Сакді На" (тай. земельна сила). Раби отримали номер 5, вільні селяни - 25, майстри на державній службі - 50, дрібна бюрократія - від 50 - 400. З 400 починалися дворяни. Вищий міністр мав ранг - 10000, а принци - по 100000. Ця соціальна структура проіснувала чотириста років і була скасована королем Чулалонгконрном. 

### Війни
У 1456–1474 вів важку війну з сусідньою державою Ланна, війська вторглися в Аютаю, і зумів відстояти незалежність свого королівства. 

### Вірування
Був глибоко релігійний, сприяв будівництву нових храмів, а в 1461 став першим сіамською королем, пострижений у ченці.